# Автостанція № 8 «Холодна Гора»
Автоста́нція № 8 «Холо́дна Гора́» — одна з автостанцій Харкова. Розташована у західній частині міста на виїзді з міста у Київському напрямку, на автошляху міжнародного значення М03E40, за адресою: вулиця Полтавський Шлях, 149-Д.

## Історія
З введенням в експлуатацію  станції метрополітену «Холодна гора», з'явилася можливість перенести кінцеві зупинки приміського транспорту Солоницівського та Люботинського напрямку, які до того відправлялися з автостанції № 2 до цієї станції, проте перенаправлення відбувалося поступово. Кінцеві зупинки деяких маршрутів були переведені до Холодної Гори лише у 1990-ті.
Початково зупинка представляла собою два кіоски під навісом з кількома платформами, між якими зупинялися автобуси. Це робило станцію досить незручною. Автостанція розташовувалася з північної сторони Полтавського шляху. Інколи черги автобусів розтягувалися до кілометру між вулицями Холодногірською та Петра Болбочана.
У 1996 році з південної сторони Полтавського Шляху перед поліклінікою, Холодногірського району, було збудовано автобусне кільце для розвороту міських автобусів, але згодом кінцеві зупинку частини приміських автобусів було перенаправлено саме сюди, а також як місце для відстою.
На початку 2000-х років автостанцію перейменувано на диспетчерський пункт.
У серпні 2010 року на місці розвороту на південній частині Полтавського Шляху був відкритий пересадковий комплекс на метрополітен та автобуси. Передбачалося одразу ж організувати турнікетну систему з можливістю оплачувати картками метрополітену, але ця ідея досі не впроваджена. Згодом міські маршрути були перенесені далі у бік вулиці Клапцова. Для цього були збудовані павільйони для кожного маршрута. У червні 2011 року будівництво другої черги автостанції продовжилося, в ході якого огороджена частина тротуару за павільйонами, вночі на 21 червня 2011 року були вирублені липи, що спричинило деякий резонанс громадськості.

## Маршрути
Міжміські та внутрішньообласні
- Харків — Сковородинівка — Велика Рогозянка
- Харків — Ков'яги

Приміські
- Харків — Бірки
- Харків — Буди
- Харків — Люботин
- Харків — Високий
- Харків — Караван
- Харків — Новий Коротич
- Харків — Комарівка
- Харків — Коротич
- Харків — Кринички
- Харків — Манченки
- Харків — Мерефа
- Харків — Новий Мерчик
- Харків — Огульці
- Харків — Вільшани
- Харків — Пісочин